# Botanische Tuin Rotterdam Kralingen
De Botanische Tuin Kralingen is een botanische tuin in Rotterdam gelegen aan de Kralingse Plaslaan in de wijk Kralingen. De tuin beslaat 0,54 hectare en heeft een vijver met fontein, een verwarmde kas, een zadenhuisje, een medicinale tuin, een varentuin en een rosarium. De tuin is eigendom van de gemeente Rotterdam en wordt onderhouden door een beroepskracht en een wisselend aantal vrijwilligers.

## Geschiedenis
De tuin is in 1913 aangelegd ten behoeve van de in dat jaar gebouwde school aan de Libanonweg, het latere Libanon Lyceum. De tuin werd echter in toenemende mate gebruikt voor het leveren van planten, bloemen en zaden voor het biologieonderwijs van zowel lagere als middelbare scholen in heel Rotterdam. Na de oorlog kwam die bedrijvigheid niet meer goed van de grond. Pas in de jaren zeventig van de vorige eeuw begon men zich toe te leggen op het uitwisselen van zaden met andere botanische tuinen. Sinds 1984 is de tuin open voor publiek en ligt de nadruk meer op recreatie dan op onderwijs.
Er is een vriendenstichting die bijdraagt in de kosten die de gemeente niet kan, mag of wil dragen. Die stichting helpt ook bij het organiseren van evenementen als rondleidingen, concerten, tentoonstellingen enzovoort.